# Vengeance Rising
Vengeance Rising fue una banda estadounidense de thrash metal proveniente de Los Ángeles, California. Liderada por el cantante Roger Martinez, originalmente se llamaron Vengeance en 1987, pero cambiaron su nombre en 1989 para evitar conflictos con una agrupación holandesa del mismo nombre. Inicialmente el grupo profesaba un mensaje cristiano en sus letras, sin embargo, el vocalista Roger Martinez sufrió un cambio en su credo, pasando del cristianismo al satanismo y ateísmo, como lo explicó en algunas entrevistas. AllMusic describe la historia de Vengeance Rising como "una de las historias más entretenidas y bizarras en todo el universo del heavy metal." Lanzaron cuatro discos de estudio de 1988 hasta 1992.
El 26 de junio de 2025 el pastor Bob Beeman anunció en su página de Facebook que Roger Martinez había fallecido tras perder la batalla contra el cáncer.

## Discografía
- Human Sacrifice (1988, Intense Records)
- Once Dead (1990, Intense)
- Destruction Comes (1991, Intense)
- Released Upon The Earth (1992, Intense)
- Anthology (1993, Intense, recopilatorio)

## Músicos
- Roger Martinez - voz, guitarra
- Larry Farkas - (1987–1990) guitarra
- Doug Thieme - (1987–1990) guitarra
- Roger Martin - (1987–1990) bajo
- Glenn Mancaruso - (1987–1990) batería
- Chris Hyde - (1991) batería (fallecido en 2015)[6]
- Derek Sean - (1991) guitarra
- Johnny Vasquez - (1991–1992) batería